# Flora y fauna de Zamora Chinchipe
La Flora y fauna de la provincia de Zamora Chinchipe al sur oriente de la República del Ecuador es de una exuberante riqueza que se debe a que la mayor parte del territorio se encuentra cubierto por bosques primarios.
Su posición geográfica en el piedemonte amazónico ha generado una inmensurable y desconocida biodiversidad con un alto grado de endemismo que se puede apreciar especialmente en algunas de las zonas identificadas de biodiversidad en la provincia.
La presencia humana data desde miles de años, en la que varias etnias indígenas han vivido en armonía con la naturaleza. La reciente colonización mestiza, ha modificado en parte la vegetación nativa. Lo que ha servido para que algunas de las cuales sean declaradas protegidas, otras en parte, y varias aún no protegidas; siendo motivo para que varias organizaciones e instituciones públicas y privadas, se encuentren promoviendo el establecimiento de una Reserva de Biosfera en el sur de Ecuador que incluya la provincia de Zamora Chinchipe y que tenga el reconocimiento internacional de la Unesco.
A pesar de aquellos esfuerzos, esto no ha podido contrarrestar la extinción de la limitada distribución geográfica de un sinnúmero de especies endémicas, especialmente hablando de la flora, que se encuentran fuera de este rango de zonas protegidas. 

## Zonas de biodiversidad en Zamora Chinchipe
En Zamora Chinchipe existen varios zonas de vida no muy diferentes entre sí por la uniformidad de su bioma terrestre, con una leve variante en el cantón Chinchipe, que se caracteriza por un menor grado de precipitación lluviosa debido al anterior proceso de colonización humana que se ha dado en esta región de Zamora Chinchipe. Estas zonas son: Parque nacional Podocarpus, Cordillera del Cóndor, Alto Nangaritza, vía Loja-Zamora, vía Yangana-Valladolid, parroquia La Paz, Cordillera de Tunantza, ruta Quebrada Honda-La Libertad-La Esmeralda-Los Helechos-Numbala Alto, ruta Yacuambi-Tutupali-Shingata, ruta La Argelia-El Oso-Kunki-Uwentz, ruta Fátima-Río Blanco-La Palmera, Reserva Tapichalaca, Bosque Protector Corazón de Oro, Bosque Protector San Francisco, Alto Vergel, entre otros. 
Las zonas de vida o formaciones vegetales encontradas en la provincia dependen de la gradiente altitudinal, temperatura ambiental, inclinación del terreno y presencia de nubes; las cuales en su mayoría son dominadas por bosques montanos, una pequeña franja de bosque húmedo tropical en la cuenca baja de los ríos Zamora, Nangaritza y Yacuambi; y los subpáramos de las crestas en las elevaciones más altas de la provincia. Cabe destacar la presencia de otras formaciones vegetales como formaciones tepuies, matorrales esclerófilos, matorrales herbáceos, bosque anaranjado de cumbre, entre otros; en áreas de mayor biodiversidad y endemismo como la Cordillera del Cóndor y el Alto Nangaritza; además el bosque seco en la parte baja del cantón Chinchipe. 

## Fauna
Se encuentran mamíferos como: pumas, jaguares, tigrillos, osos de anteojos, dantas, ciervos de cola blanca, lobos andinos, lobos de río, capibaras, pacas, agutís, armadillos, coatíes, pecaríes y una diversidad de monos, entre otros. 
Una infinidad de aves como: gallitos de la peña, jocotocos, guataracos, oropéndolas, guácharos, colibríes, loros, pavas de monte, tucanes, gallinazos, halcones, búhos, águilas, pájaros carpinteros, martín pescadores, garzas, urogallos, perdices, palomas, entre otros.
Una infinidad de anfibios y reptiles, en las que se destacan las ranas y serpientes como: boa, anaconda, coral, equis, macanche, hoja podrida, yamunga, entre otras. 
Una infinidad de peces en sus ríos como: bagre, zumba, anguila, corroncho, tilapia, trucha, bocachico, blanco, guancha, vieja, sabina, entre otros.
Una infinidad de insectos como: mariposas, avispas, escarabajos, grillos, saltamontes, mantis religiosas, en la que se destacan las abejas como: euglossas, eulaemas, xylocopas, ninbuches, pichirros, bermejos, catanas, morojas y cojimbos; y las hormigas como: hormiga culona o arriera, hormiga conga, hormigas cabezas de hueso, hormigas macho rusio, entre otras.

## Flora
En sus bosques se puede encontrar una edénica biodiversidad en la que se destacan árboles de madera fina en peligro de extinción y de importancia para la industria maderera, como son: romerillo, guayacán, laurel, pituca, alcanforero, aguacatillo, yumbingue, almendro, entre otros. 
Plantas frutales nativas algunas poco conocidas, y un sinnúmero de especies desconocidas: membrillo, maní de árbol, sacha cacao, uva caimarona, iñaco, maní de bejuco, entre otros. 
Entre las epífitas en su mayoría de valor ornamental, tenemos: orquídeas, aráceas, bromelias, entre otras. Varias especies rastreras, lianas, trepadoras. Algunas plantas acuáticas en sus quebradas, lagos y lagunas. 
Plantas medicinales, aromáticas y alucinógenas: guayusa, natema, guabiduca, sangre de grado, carqueja, cola de caballo, entre otras. 
En el piso del bosque y sotobosque se encuentran, una diversidad de helechos como helechos arbóreos, ciclantáceas y musgos. En los taludes de las carreteras ericáceas y heliconiáceas de valor ornamental.

## Especies endémicas
- Jotococo Antpitta (ave)

- Glacidium parkeri (ave)

- Centrolene mariaelenae (anfibio)

### Orquídeas
- Catasetum stevensonii
- Cyclopogon sprucei
- Masdevallia dalessandroi
- Masdevallia figueroae
- Masdevallia manchinazae
- Masdevallia panguiensis
- Masdevallia zumbae
- Paphinia zamorae
- Psygmorchis zamorensis
- Warmingia zamorana